# Sexy Parodius
Sexy Parodius (яп. セクシーパロディウス Sekushī Parodiusu) — видеоигра в жанре горизонтальный скролл-шутер, разработанная Konami и выпущенная в марте 1996 года в Японии на аркадных автоматах. Это пятая игра из серии Parodius, которая, как и предыдущие игры серии, является пародией на серию Gradius и другие игры Konami.
Игра содержит сексуализированные уровни и врагов, а также большое количество намёков на секс. Многие боссы — это женщины в различных эротических костюмах (например, «костюм зайчика» по образцу кроликов Playboy) или в разных состояниях раздевания.

## Сюжет
Sexy Parodius имеет сюжет, но он не имеет большого значения. История заключается в том, что Развратник Тако А (или Такосукэ) открыл своеобразное агентство, которое помогает клиентам с проблемами, и нанял Пентару в качестве своего секретаря. Он также нанял «рабочих» (играбельных персонажей), которые будут решать проблемы каждого клиента. Ближе к концу игры его показывают с большим мешком денег, но его комично придавливает гигантская женщина-босс.

## Игровой процесс
Геймплей в Sexy Parodius похож на предыдущие игры серии, но игрок должен выполнять специальную миссию на каждом этапе игры. Эти миссии варьируются от сбора определенного количества монет на этапе до уничтожения определенного объекта или врагов. Завершит ли игрок миссию или нет, определяет, сможет ли он перейти к следующему этапу или каким будет следующий этап. В отличие от предыдущих версий, порты игры (за исключением версии для PSP) имеют кооперативный мультиплеер.
В игре с двумя игроками, когда определённые персонажи находятся достаточно близко, между ними появляется третий выстрел, который может быть: фиолетовым выстрелом, который кружится по всему экрану, сердцами, которые попадают по врагам, или ракетой, которая стреляют прямо вперёд. Впервые эта функция появилась в аркадной игре Konami Lightning Fighters.

## Музыка
В Sexy Parodius исполняется еврейская народная песня Майим Майим.

## Порты
Sexy Parodius была портирована на PlayStation 1 ноября 1996 года и на Sega Saturn 11 января 1997 года в Японии. Эти версии позволяют выбрать Специальный Этап на титульном экране после завершения игры со всеми пройденными условиями. Они также имеют неограниченные продолжения (поскольку игра не отслеживает очки). PlayStation-версия была включена в Parodius Portable (хотя музыка из некоторых сцен была заменена на ремиксы классических песен) для PlayStation Portable.
Это последняя игра Parodius в жанре shoot’em up, потому что следующая игра из серии Parodius — Paro Wars, является стратегической игрой, такой как Cosmic Wars.